# رؤوف برناوي
رؤوف سليم برناوي مواليد 11 نوفمبر 1975 بالجزائر العاصمة، رياضي سياسي جزائري وزير الشباب والرياضة الحالي في حكومة بدوي منذ 31 مارس 2019، ويُعتبر من الكفاءات الشابة في قطاع الرياضة. وهو قيادي في حزب تاج. ترشح في صفوف حزب تجمع أمل الجزائر تاج في تشريعيات 12 جوان 2021.

## مشواره الرياضي
بدأ مشواره الرياضي منذ الصغر رفقة مولودية الجزائر كمبارز, في مختلف الاصناف، حيث لمع اسمه كافضل رياضي جزائري في المبارزة, وتأهل إلى الألعاب الأولمبية في مناسبتين، وبعد نهاية مشواره تحول للتحكيم قبل أن يقرر دخول الاتحاد الجزائري للمبارزة لينتخب في 2013 على رأس المكتب الفيدرالي.

## المناصب التي تقلدها
- رئيس الإتحادية الجزائرية للمبارزة.[6]
- 31 مارس 2019- إلى غاية 2 جانفي 2020: وزير الشباب والرياضة.

## روابط خارجية
- رؤوف برناوي على موقع الاتحاد الدولي للمبارزة (الإنجليزية)
- رؤوف برناوي على موقع أوليمبيديا (الإنجليزية)